# Charles Dillon Perrine
Charles Dillon Perrine, ameriško-argentinski astronom, * 28. julij 1867, Steubenville, Ohio, ZDA,  † 21. junij 1951, Villa del Totoral, Argentina.

## Življenje
Perrine je od leta 1893 do 1909 deloval na Observatoriju Lick v Kaliforniji. Leta 1889 je opazoval popolni Sončev mrk in se je v tem času zelo izpopolnil v astrofotografiji. Med letoma 1909 in 1936 je bil predstojnik Argentinskega nacionalnega observatorija v Argentini (danes se imenuje Astronomski observatorij Cordoba oziroma Observatorio Astronomico de Córdoba). Umrl je v kraju Villa General Mitre, ki so ga pozneje preimenovali v Villa del Totoral v Argentini.

## Odkritja
Perrine je na Observatoriju Lick meril Sončevo paralakso s pomočjo asteroida Eros ob opoziciji.
V letu 1901 sta skupaj z Georgom Ritcheyem v meglici okoli zvezde Nova Perseja 1901 opazila gibanje, ki je bilo navidezno hitrejše od svetlobe.
V letu 1904 je odkril Jupitrov naravni satelit Himalijo, v letu 1905 še naravni satelit Elaro. Takrat so naravna satelita označili z Jupiter VI in Jupiter VII, v letu 1975 sta dobila sedanji imeni.
Sodeloval je tudi pri odkritju kometa 18D/Perrine-Mrkos.

## Priznanja

### Nagrade
Perrinu je leta 1897 Francoska akademija znanosti podelila Lalandovo nagrado. V letu 1904 so ga izbrali za dopisnega člana Kraljeve astronomske družbe (RAS).

### Poimenovanja
Češki astronom Antonín Mrkos je po njem imenoval asteroid 6779 Perrine.